# Jozef Vangelder
Jozef Vangelder is een Belgisch redacteur en journalist.

## Levensloop
Vangelder studeerde economie aan de Katholieke Universiteit Leuven, en was daarna enkele jaren universitair assistent aan de toenmalige UFSIA (Universitaire Faculteiten Sint-Ignatius Antwerpen, die in 2003 opgingen in de Universiteit Antwerpen).
Vervolgens ging hij aan de slag als redacteur bij Trends. In 1999 startte hij bij Kanaal Z. In februari 2003 volgde hij Johan Op de Beeck op als hoofdredacteur van Kanaal Z, een functie die hij uitoefende tot 2006. Hij werd in deze hoedanigheid opgevolgd door Raf Pauwels. Wel bleef Vangelder actief als journalist, presentator en eindredacteur bij de economische tv-zender. In 2010 maakte hij de overstap naar De Tijd. Twee jaar later keerde hij terug naar Trends.